# Seleção Estoniana de Futebol
A Seleção Estoniana de Futebol representa a Estônia nas competições de futebol da FIFA. Atualmente participa da Liga das Nações da UEFA, na Liga C, sendo rebaixada para a Liga D de 2022–23.

## História
Após a independência da Estônia, a equipe nacional foi a mais fraca das três equipes do Báltico, tendo como ápice uma derrota de 7 a 1 para a Croácia nas eliminatórias para a Eurocopa de 1996.
Desde então, a Estônia melhorou sua situação. Nas eliminatórias para a Eurocopa 2004 não se classificou, com 8 pontos, 4 gols marcados e 6 sofridos. Já nas eliminatórias para a Copa do Mundo FIFA de 2006, a Estônia viu mais melhorias, com 5 vitórias, 2 empates e 5 derrotas.
Em 12 de agosto de 2009, a Estônia enfrentou o Brasil em Tallinn, sendo uma partida histórica para os estonianos, que nunca tinham recebido uma seleção de grande porte em seu país. Depois de segurar o resultado por 41 minutos, a equipe báltica não resistiu e foi derrotada por um modesto placar de 1-0 pelos brasileiros. O gol da Seleção Canarinho foi marcado por Luís Fabiano.

## A torcida
Um dos maiores grupos de torcedores da Estônia são coletivamente conhecidos como Jalgpallihaigla, significando "hospital do futebol" na tradução. Quando entra, um "diagnóstico" é atribuído a cada membro para permanecer no "hospital".
Os torcedores estonianos são conhecidos por serem relativamente calmos. A Jalgpallihaigla habitualmente fica na tribuna sul de A. Le Coq Arena, enquanto os visitantes ficam sentados na tribuna norte. Não há muita história de violência, por exemplo, quando a Estônia ganhou de 2 a 1 da Rússia em 2001, alguns torcedores começaram pequenos motins, enquanto a Jalgpallihaigla permaneceu calma. O incidente levou à criação de um motim policial na Estônia. Outro incidente ocorreu em 4 de junho, após um amistoso contra as Ilhas Faroe, vencido pela Estônia por 4-3. Antes do jogo, o hino estoniano foi cantado por Ewert Sundja. Após o hino, muitos sentiram que o pop-star da música estoniana tinha cantado o mesmo de forma errada.

## Estônia nos Jogos Olímpicos
A equipe nacional de futebol da Estônia jogou uma vez nos Jogos Olímpicos de Verão. Foi em 1924. Disputaram um jogo na ronda preliminar contra os Estados Unidos e perdeu por 1 a 0, gol marcado por Andy Straden, após dez minutos. A Estônia tinha uma chance de empate contra os Estados Unidos, mas os ianques venceram no final. Mais de 7.500 pessoas acompanharam o jogo disputado em Paris.

## Recordes
- Atualizado até 12 de setembro de 2023[carece de fontes?]

Jogadores em negrito ainda em atividade pela Seleção Estoniana.
| #  | Nome                 | Partidas | Gols | Em atividade |
| -- | -------------------- | -------- | ---- | ------------ |
| 1  | Konstantin Vassiljev | 158      | 26   | 2006–2024    |
| 2  | Martin Reim          | 157      | 14   | 1992–2009    |
| 3  | Marko Kristal        | 143      | 9    | 1992–2005    |
| 4  | Andres Oper          | 133      | 38   | 1995–2014    |
| 5  | Ragnar Klavan        | 130      | 3    | 2003–2024    |
| 6  | Enar Jääger          | 126      | 0    | 2002–2017    |
| 7  | Mart Poom            | 120      | 0    | 1992–2009    |
| 8  | Kristen Viikmäe      | 115      | 15   | 1997–2013    |
| 8  | Dmitri Kruglov       | 115      | 4    | 2004–        |
| 10 | Raio Piiroja         | 114      | 8    | 1998–2015    |

| #  | Jogador              | Gols | Partidas | Média por jogo | Em atividade |
| -- | -------------------- | ---- | -------- | -------------- | ------------ |
| 1  | Andres Oper          | 38   | 133      | 0.29           | 1995–2014    |
| 2  | Indrek Zelinski      | 27   | 103      | 0.26           | 1994–2010    |
| 3  | Konstantin Vassiljev | 26   | 158      | 0.16           | 2006–2024    |
| 4  | Henri Anier          | 23   | 96       | 0.24           | 2011–        |
| 5  | Eduard Ellmann-Eelma | 21   | 60       | 0.35           | 1921–1935    |
| 6  | Richard Kuremaa      | 19   | 42       | 0.45           | 1933–1940    |
| 7  | Sergei Zenjov        | 17   | 113      | 0.15           | 2008–        |
| 8  | Arnold Pihlak        | 16   | 44       | 0.36           | 1920–1931    |
| 9  | Kristen Viikmäe      | 15   | 115      | 0.13           | 1997–2013    |
| 10 | Martin Reim          | 14   | 157      | 0.09           | 1992–2009    |